# Resourcesat-1
Resourcesat-1 ou IRS-P6 est un satellite d'observation de la Terre de l'Agence spatiale indienne (ISRO). Ce 10e satellite de l'ISRO du programme IRS collecte des données sur l'agriculture, le suivi des désastres, la gestion des ressources terrestres et aquatiques. Resourcesat-1, qui a été placé en orbite en octobre 2003, poursuit les missions des satellites IRS-1C (en) et IRS-1D (en) tout en améliorant la qualité des données fournies. Il était toujours opérationnel en 2016 bien que deux de ses successeurs (Resourcesat-2 et Resourcesat-2A) aient été lancés.  

## Caractéristiques techniques
Le satellite Resourcesat-1 est stabilisé 3 axes et a une masse de 1360 kg. Il est alimenté en énergie par des panneaux solaires d'une superficie totale de 15,12 m² qui fournissent 1250 watts en fin de vie. L'énergie est stockée dans deux batteries nickel-cadmium d'une capacité unitaire de 24 A-H. Le satellite est construit autour d'une plateforme IRS-1 développée par l'ISRO pour ses satellites d'observation de la Terre. La durée de vie minimale du satellite est de cinq ans,.  

## Charge utile
La charge utile est constituée par trois caméras dotées d'objectifs différents et qui disposent toutes de détecteurs de type pushbroom (en) : 
- LISS-4 (Linear Imaging Self-Scanning Sensor-4)  est une caméra multi-spectrale avec une résolution spatiale de 5,8 mètres et une fauchée de 70 kilomètres. Les bandes spectrales observées sont dans le visible et proche infrarouge :  0,52-0,59 micromètre (vert), 0,62-0,68  (rouge), 0,77-0,86 (proche infrarouge). Un mécanisme permet de modifier son orientation de 26° perpendiculairement à la trajectoire du satellite ce qui permet de réduire la fréquence de revisite de 24 à 5 jours. L'instrument pèse 169,5 kilogrammes et consomme 216 watts. Il produit 105 mégabits par seconde. * LISS-3 (Linear Imaging Self-Scanning Sensor-3) est une caméra multi-spectrale  avec une résolution spatiale de 23,5 mètres et une fauchée de 140 kilomètres. Les bandes spectrales observées sont dans le visible, court et proche infrarouge :  0,52-0,59 micromètre (vert), 0,62-0,68  (rouge), 0,77-0,86 (proche infrarouge), 1,55-1,70 (infrarouge court). L'instrument pèse 106,1 kilogrammes et consomme 70 watts. Il produit 52,2 mégabits par seconde.
- AWiFS (Advanced Wide Field Sensor) est une caméra grand angle multispectrale (visible/proche et court infrarouge) avec une résolution spatiale de 56 mètres et une fauchée de 740 kilomètres. Les bandes spectrales observées sont dans le visible, court et proche infrarouge :  0,52-0,59 micromètre (vert), 0,62-0,68  (rouge), 0,77-0,86 (proche infrarouge), 1,55-1,70 (infrarouge court). L'instrument pèse 103,6 kilogrammes et consomme 114 Watts. Il produit 52,2 mégabits par seconde.

## Déroulement de la mission
Resourcesat-1 est placé en orbite le 17 octobre 2003 par le lanceur PSLV-G  qui décolle du centre spatial de Satish-Dhawan, à Sriharikota. Le satellite est placé sur une orbite héliosynchrone de 802 km × 875 km avec une inclinaison orbitale de 98.74°. La fréquence de revisite est de 24 jours et il passe au-dessus du nœud descendant à 10h30.